# Wielka Zatoka Australijska
Wielka Zatoka Australijska (ang. Great Australian Bight) – szeroko otwarta zatoka Oceanu Indyjskiego u południowych wybrzeży Australii pomiędzy przylądkiem Pasley w Australii Zachodniej a przylądkiem Carnot w Australii Południowej. Odległość między nimi to ok. 1160 km. Przeciętna szerokość zatoki wynosi ok. 350 km.
Odkryta przez holenderskiego kapitana Thyssena w 1627, który przepłynął wzdłuż jej zachodnich brzegów. Pierwszy dokładną mapę wybrzeża sporządził angielski kapitan Matthew Flinders w 1802, podczas rejsu dookoła kontynentu australijskiego. Jeszcze później od strony lądu badał zatokę Edward John Eyre.
Linia wybrzeża charakteryzuje się stromymi urwiskami dochodzącymi do 60 m wysokości. Podczas gdy na większości szelfów kontynentalnych rozwija się bogate morskie życie i stanowią one żyzne łowiska to wody zatoki, choć stosunkowo płytkie, są nieurodzajne. Spowodowane jest to tym, że z jałowych pustyń z bardzo małym opadem rocznym na północy spływa do zatoki bardzo mało związków organicznych, które by użyźniały wody w zatoce. Woda z opadów w przeważającej części spływa w głąb kraju aby później wsiąknąć w ziemię albo wpaść do słonych jezior. W rezultacie, zatoka otrzymuje bardzo mało ze spływu, który użyźnia większość szelfów kontynentalnych i zasadniczo jest morską pustynią. W zatoce żyje duża liczba rekinów, które przypływają do jej przybrzeżnych wód, jak również wzrasta liczba południowych wielorybów, które wędrują w granicach zatoki.
Podczas zimowych miesięcy na zatoce często występują burze.